# フサモ属
フサモ属（Myriophillum）は、アリノトウグサ科の多年生水生植物である。浅瀬や湿地帯に自生する。水上に暮らすものもあるが、水中葉を展開し、水中に自生するものもある。水田雑草であるが、観賞用に栽培されるものもある。金魚藻と呼ばれる水草の代表的なものの一つ。

## 特徴
水草になる多年草。茎は細長く伸び、多数の節を持つ。節から枝を出すが、分枝の少ない種もある。葉は節ごとに出て対生、輪生または互生、単一の線形のものもあるが羽状に裂ける傾向がある。花は柄が無く葉の基部につく。茎の先端に集まって着く場合、穂状花序にも見える。雌雄異花、あるいは雌雄異株。

## 人間とのかかわり

### 害草として
水田雑草、水路の雑草として人間を困らせることもある。中でもオオフサモは外来生物法により特定外来生物に指定されており、研究用など特別な場合を除き、一切の流通が禁止されている。

### 観賞用（金魚藻、ミリオフィラム）
観賞魚とともに観賞用に栽培されているものもある。主なものは、フサモ、ミリオフィラム・マットグロッセンセ、など。

## 種

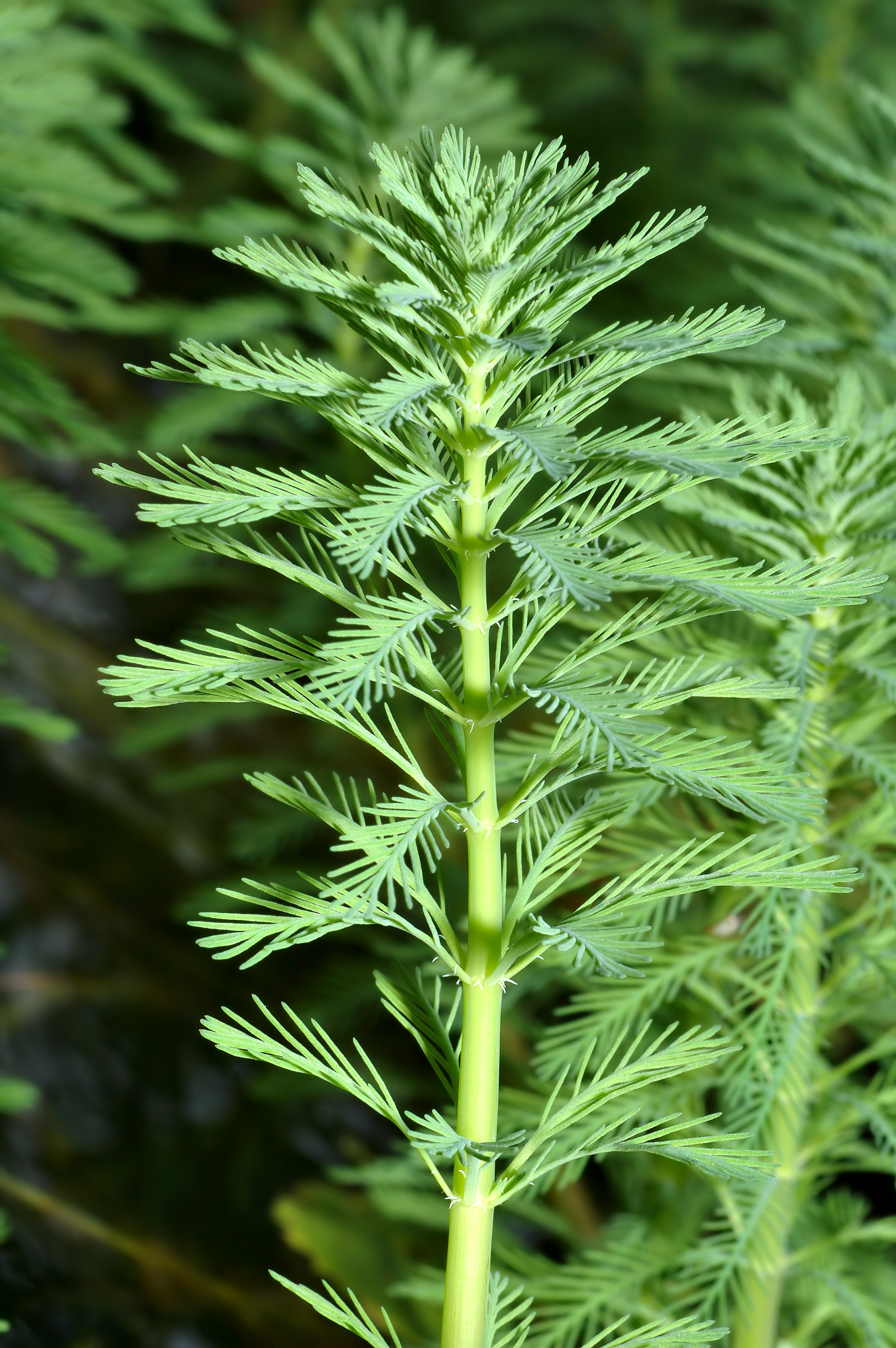
オオフサモ（水上葉）

- フサモ（Myriophyllum verticillatum） - 日本に自生する在来種であり、世界各地に分布する。生息範囲、商業上の人気ともに、最近では、カボンバやオオカナダモなどの外来種に淘汰されている。育成は容易。
- ホザキノフサモ（Myriophyllum spicatum） (Eurasian watermilfoil) - フサモによく似た種であり、キンギョモとも呼ばれる。日本を始め世界各地に分布する。フサモとは花の違いで種の判別を行う。北米においては外来種として防除の対象である。強いアレロパシーを持つといわれている。量を調整するのにツトガ科 CrambidaeのAcentria ephemerellaの幼虫が使われる。
- オオフサモ（Myriophyllum aquaticum） - 原産地は南米。パロットフェザーと呼もばれる。大正時代にドイツ人が観賞用に持ち込んだものが最初とされる。日本では特定外来生物に指定されるまで、アクアリウム用の水草として利用されていたが、規制後は栽培・流通・所持などが禁止されている。
- ミリオフィラム・マットグロッセンセ（Myriophyllum matogrossense） - 原産地はブラジルのマットグロッソ州。水草アクアリウムによく用いられる水草。フサモとは、葉が密でないことと、葉にある羽状の切れ込みが少ないことで区別が付く。栽培は容易で、成長が早い。炭酸ガスを多く添加した水槽では、節が間伸びし過ぎることもある。

## 栽培

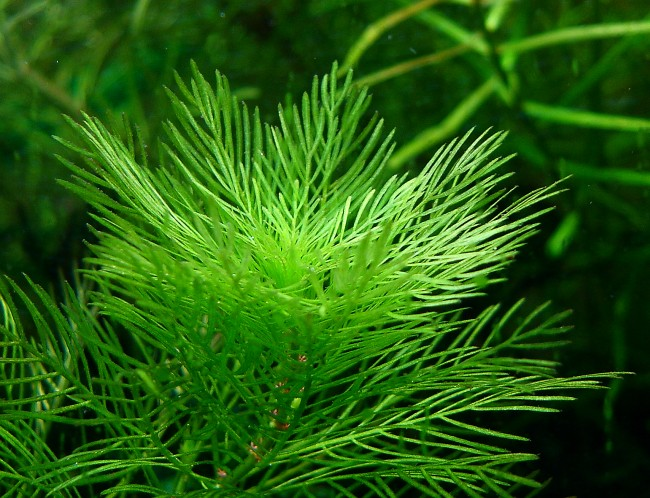
アクアリウムの中で育つ （水中葉）

丈夫な植物であり、適切な環境を用意すれば、基本的に栽培は容易である。

### 環境
水場で栽培する。ガラス水槽や睡蓮鉢など、水を貯めておける容器で栽培されている。

### 用具
- 容器：水を貯めることが可能なもの。
- 光源：太陽光、観賞魚用蛍光灯など何らかの光源が必要。
- 用土：園芸用、アクアリウム用の砂、砂利、土などを用いる。

### 環境への配慮
遺伝的多様性を守り、遺伝子資源を守るため、外来種はもちろん、国内自生種であっても、安易な放流は避けるべきである。